# Baldomer Xifré Morros

Baldomer Xifré Morros (Barcelona, 1900-1992), va ser un publicista, escenògraf, organitzador d'esdeveniments teatrals, sindicalista i marxant d'art català.
Son pare era ebenista, constructor de billars i proveïdor de la Casa Reial tal com s'anuncia en les guies comercials de l'època.
Baldomer Xifré des de molt jove es va sentir atret per les arts i les lletres. Josep Maria de Sucre en el sopar d'homenatge ofert pel grup Arts Vivent el 17 de febrer de 1954, al Cafè del Liceu, en fa una petita semblança: «Xifré Morros ha realitzat, en art, tot el que va saber i molt més del què el seu peculi va poder: innombrables vetllades poètiques, festivals folklòrics, així com en el muntatge d'obres en l'Associació de Teatre Selecte, promovent grups d'entitats d'afeccionats i creant publicacions divulgadores de la labor dels artistes. Tant amb la paraula com per escrit, no ha estalviat el polifacètic animador esforç algun.»

## El mon del teatre
El 1916 fundà, amb el poeta Carles Sanahuja, Flames Noves, revista d'art i literatura. El 1921 forma part de la junta de l'Associació d'Autors Novells de Barcelona (presidents honoraris, Àngel Guimerà, i Josep Maria Folch i Torres)
Gran activista en el món del teatre entre els anys 1920-1939, col·labora eficaçment amb grans gestors de teatre d'aquella època, com Àngel Fernández Castanyer i Enric Lluelles. A partir de 1922, Baldomer Xifré se situa en un primer pla en les activitats de l'Associació de Teatre Selecte, denominat posteriorment Associació de Teatre Català, i del qual, el 1938, formarà part del Consell Directiu (1938).
Destaca la seva labor com a escenògraf teatral, animador, participant en la divulgació de la cultura a través de centres político-culturals, com el Casal Cultural Francesc Macià, i formant part del Jurat dels Premis de Teatre Amateur que es concedien llavors arreu de Catalunya.
Home de gran capacitat i voluntat creadora, va ser un dels fundadors del Teatre Selecte. El 1932 es crea la Federació Catalana de Societats de Teatre Amateur (FCSTA), del comitè revolucionari de la qual fou membre i que posteriorment es va fusionar amb el SUEP (Sindicat Únic d'Espectacles Públics). Hi va ser el representant de la CNT.
Durant 1935-1936 serà l'encarregat de realitzar la temporada teatral de l'Associació d'Amics del Teatre, la companyia de la qual oferirà un cicle amb obres d'autors com Emili Vilanova, Lluís Capdevila, Ramon Vinyes, Vidal i Jove, Carme Monturiol. Carles Soldevila i Enric Lluelles, que es representaran en l'escenari de l'anomenat Teatre Escola, on així mateix s'impartiran conferències sobre l'actualitat i puixança del teatre a Catalunya.
Al 1935, al Teatre Olympia, estrenarà Revue Radi Reclam, com llibretista i director al costat de Joaquim Montero, amb música de Jaime Mestres i altres compositors, i en la qual van treballar més de cent actrius i actors, obtenint un gran èxit popular.

## Guerra i postguerra
Va ser destacat militant de les Joventuts d'Esquerra Republicana de Catalunya, i en la guerra civil va formar part de la “Columna Macià-Companys” destinada al front Navarro-Aragonés, que més tard es va integrar en el “30 Batalló Republicà”. Li va ser encarregada la funció com a pagador de les milícies republicanes de la Generalitat de Catalunya i va ser nomenat el 1937 per Esquerra Republicana “comissari polític” en el Front d'Aragó. 
Durant la seva estada al front de guerra, va recollir una sèrie de anècdotes, de “fets viscuts”, que es proposava editar en forma de fascicles amb el títol de Rapsòdies Bèl·liques.
A la fi de la guerra, va ser detingut i va patir un Judici Sumaríssim que el va condemnar a diferents camps de concentració i presons. En la dècada dels anys quaranta, a causa de la repressió política de la llengua catalana, deixa l'activitat teatral per dedicar-se professionalment a l'art com marxant i assessor artístic d'algunes Galeries d'Art: Sala Campanyà, Sala Rovira, Públia-Art, Domus Artis, Galeria Argos, Galeries Layetanas, Saló d'Art del Teatre Barcelona, Sala Comtal (Galeries Comtal), Galeria Mirador, Sala d'Art Modern i Grifé & Escoda. Des del 1944 participa en la revista Crítica. Des de maig 1947 participa en la revista cultural Antologia dels fets, les idees i els homes d'Occident, una iniciativa d'Antoni Ribera i Jordà i Jacint Aldomà i Vergés. Hi tractava temes d'art. Des del maig 1948 feia part del comitè de redacció fins que la revista fou suspesa per la polícia al juliol 1948. Destaca entre d'altres l'article sobre Pablo Picasso «Picasso, pintor i profeta».
A la fi dels anys 40, consta publicada a cartells i programes la seva activitat com a director artístic de diferents “Esbarts” (grups de dansa popular de grafn tradició a Catalunya). Ja en la postguerra, entre 1950-1952, va formar part de la secció de teatre del Foment de les Arts Decoratives.
Va dur a terme accions artístiques, com “La caravana de l'Art” (Revista, 2-5-1959), el grup “Art Vivent”, la “Fira del Dibuix”, promoguda pel Real Circulo Artístic, el “Saló de Tardor”, així com l'organització el 1959 de la “Cavalcada de les Festes de la Mercè”, i el 1960 la performance artística del grup artístic Els Gallots a Barcelona ; etc.
El 1968 va rebre el distintiu als 25 anys com a soci del Foment de les Arts Decoratives (FAD).
La medalla del Reial Cercle Artístic que se sumaven als homenatges que va rebre tant del món polític, anterior a la guerra civil, com després en el món de l'art.
Durant el període de guerra i postguerra va col·laborar en diàris i revistes escrivint ressenyes literàries i crítiques d'art en les publicacions de L'Associació de Teatre Selecte, i articles a les revistes Flames Noves, Catalunya Literària, L'Esquella de la Torratxa, La Campana de Gràcia, Mirador, El Carrer (diàri catalanista radical), Acció Ciutadana, Arte Itinerario de Exposiciones" (en castellà, posteriorment anomenada Artes Plásticas), "Antologia dels fets, les idees..." i "Occident", aquestes dues últimes dirigides pel poeta Antoni Rivera. Així mateix, va fundar i editar la revista Correo de las Artes, el 1957.